# Palazzo Ricci (Pescia)
Il Palazzo Ricci è un edificio storico di Pescia, che si trova in Via della Fontana.

## Storia
Il palazzo, già dimora della famiglia Ricci, fu fatto ristrutturare fra il 1634 e il 1646 da monsignor Giovanni Ricci, proposto nullius di Pescia. Il restauro fu affidato all'architetto pistoiese Pantaleone Quadri, che in quegli stessi anni stava curando l'ampliamento della Propositura di Santa Maria Assunta. Il Quadri progettò una nuova facciata, con cornici delle finestre e cornicione marcapiani in pietra serena, prospiciente quella che all'epoca era la strada principale nel terziere del Duomo, e un'ariosa loggia con colonne binate da cui si accede al giardino interno. Alla fine del '600 il palazzo passò di proprietà alla famiglia Forti, che promosse alcuni lavori di adeguamento. Risale ai primi del '700 la fontana in cotto e pietra che si trova in fondo al vialetto centrale del giardino, voluta dai Forti.

## Descrizione
La facciata del palazzo è costituita da cinque ampie finestre al pianterreno, con stipiti e davanzali in pietra serena, che sono dotate di inferriate in ferro battuto. Le finestre dei piani superiori risultano di fattura più semplice. Al centro della facciata, due stemmi in marmo bianco del proposto Ricci. Da una parte, la graziosa fontana popolarmente detta di Sant'Amberto, costituita da un bacile in marmo sorretto da un pilastro, che la tradizione locale afferma di epoca romana, e da una scultura raffigurante il Delfino, simbolo di Pescia, opera di Innocenzo Ansaldi.